# Atari Jaguar
La Atari Jaguar es una videoconsola introducida en 1993 como plataforma de alcance para la siguiente generación (futuras PlayStation y Sega Saturn). Desde este modelo solo unas pocas unidades son fabricadas con el reverso en la consola «made in the U.S.A California». Solo las primeras Atari VCS y estas últimas Jaguar fueron fabricadas en los Estados Unidos, el resto se manufacturaron en Asia (China, Taiwán, etc.)
En principio la Jaguar iba a ser lanzada al mercado un par de años después de la Atari Panther, pero al final la Panther no pasó de proyecto y la Jaguar fue un fracaso en ventas, se estima no vendieron más de un millón doscientas cincuenta mil unidades, siendo uno de sus mayores problemas que sólo cuenta con cincuenta juegos.
Las características de la máquina eran impresionantes para la época, funcionaba a 64 bits cuando la competencia seguía en los 16 bits. En realidad conseguían los 64 bits usando cinco procesadores de 32 bits contenidos en dos chips funcionando en paralelo y un coprocesador Motorola 68000, una GPU a 26,591 MHz, un bus de datos de 64 bits y una memoria DRAM de 2MB.
Esta consola utilizaba cartuchos de videojuegos, aunque posteriormente salió a la venta su unidad de CD, la Atari Jaguar CD.
Atari trató de recuperar el terreno perdido en el mundo de las consolas, buscando obtener una porción de la cuota de mercado ocupada por las consolas de Sega y de Nintendo. Atari Jaguar era una consola de 64 bits con capacidad para reproducir juegos en 3D muy superior a las consolas de ese entonces, Super Nintendo y Sega Genesis/Mega Drive. Por desgracia, este último esfuerzo de la compañía Atari para hacerse con un sitio en el mercado de consolas falló por el escaso repertorio de juegos y por la baja calidad que ofrecían, no mostrando la verdadera capacidad de la consola.

## Desarrollo
La Atari Jaguar fue creada por los miembros de Flare Technology, una compañía formada por Martin Brennan y John Mathieson.
Impresionados por el trabajo hecho en la Konix Multisystem, Atari los convenció de que dejaran su compañía y formaran una nueva llamada Flare II, con Atari pagando su fundación.
Flare II inicialmente trabajó en desarrollar dos consolas para Atari. Una con arquitectura 32-bit (cuyo nombre en código fue «Panther»), y otra con arquitectura 64-bit llamada Jaguar. Al ver como el trabajo con el diseño de la Jaguar iba más rápido que con la Panther, Atari decidió cancelar el último proyecto para dedicarse completamente a la Jaguar.

## Juegos Arcade
Atari Games licenció el chipset de la Atari Jaguar para el uso en juegos arcades. El sistema, llamado COJAG (por «Coin-Op Jaguar»), reemplazaba el procesador Motorola 68000 por un 68020 o SGI R3K (dependía de la versión de la placa arcade) y añadía un disco duro y más memoria RAM. Utilizando estos chipset salieron dos shooters como Area 51 y Maximum Force. Un tercer juego que utilizaba la placa COJAG fue Freeze the Cat, un rompecabezas que fue desarrollado pero nunca distribuido.

## Especificaciones técnicas
| tipo              | tipo | información | imagen |
| ----------------- | --- | --- | ------ |
| CPUs              | DSP | "Jerry" @ 26,59 MHz - Procesador de señal digital – 32-bit RISC arquitectura, 8 KB de RAM interna - Similar RISC núcleo como el GPU, instrucciones adicionales destinadas a operaciones de audio |        |
| CPUs              | CPU main | "Tom" chip @ 25,59 MHz - Unidad de procesamiento de gráficos (GPU) de 32 bits con arquitectura RISC, 4K de caché interna, todos los efectos gráficos están basados en software, con instrucciones adicionales destinadas a operaciones 3D - Procesador programable de 64-bit orientado a objetos; puede comportarse como distintas arquitecturas gráficas, convierte las listas de visualización en salida de video en el momento del escaneo. - Blitter operaciones lógicas de alta velocidad de 64 bits, , Z-Buffering y sombreado Gouraud, con registros internos de 64 bits. - DRAM controlador, administración de memoria de 8, 16, 32 y 64 bits |        |
| CPUs              | Motorola 68000 procesador del sistema "utilizado como administrador". - Procesador de control de 16/32 bits de uso general, @ 13,295 MHz | |        |
| Sonido            | Sonido | - Sonido con calidad CD (16-bit estéreo) - Número de canales de sonido limitados por software - Dos DACs (estéreo) convierten las señales digitales en sonido analógico - Síntesis por tabla de ondas, síntesis FM, síntesis por muestras FM y síntesis AM - Síntesis de tabla de ondas y síntesis de AM |        |
| Memoria RAM       | Memoria RAM | 2 MB en un bus de 64 bits con 4 DRAM de modo de página rápida de 16 bits ( 80 ns) |        |
| Unidad de control | Unidad de control | Un bloque de control del reloj, incorporando contadores y una UART |        |
| Almacenamiento:   | Almacenamiento: | Cartucho ROM hasta 6 MB |        |
| I/O               | I/O | - Puerto DSP ( JagLink ) - 2 ports DE-9 para controles - Monitor-port ( compuesto / S-Video / RGB ) - Puerto de antena ( UHF / VHF ) - fijado a 591 MHz en Europa; no presente en el modelo francés - Soporte para ComLynx E / S - Las máquinas NTSC / PAL pueden identificarse por su color LED de potencia, Rojo: NTSC; Verde: PAL. |        |
| energía           | energía | Entrada: 110V 60HZ 20W Salida: DC 9V 1.2A |        |

### Juegos
Debido a su corta duración el mercado, la consola presentó un catálogo de juegos inferior al de las máquinas de la competencia. Esta tuvo 82 juegos en total, de los cuales, 67 eran para la Atari Jaguar y los 15 restantes requerían el periférico Atari Jaguar CD.

## Molde
En 1997, Imagin Systems, un fabricante de equipos de imágenes dentales, compró los moldes de cartuchos y consolas Jaguar, incluidos los moldes para el complemento de CD, de JTS. Con una modificación menor, se adaptaron a su HotRod camera, y los moldes de cartuchos se reutilizaron para crear una tarjeta de expansión de memoria opcional. En una retrospectiva, el fundador de Imagin, Steve Mortenson, elogió el diseño, pero admitió que su dispositivo llegó en el momento de la transición de la industria dental a USB y, aparte de algunos prototipos, los moldes no se utilizaron.
En diciembre de 2014, Mike Kennedy, propietario de la revista Retro Videogame Magazine financiada por Kickstarter compró los moldes a Imagin Systems para proponer una nueva consola de videojuegos financiada colectivamente, la Retro VGS, que luego se rebautizó como Coleco. Chameleoncon un acuerdo de licencia con Coleco. La compra de los moldes fue mucho más barata que diseñar y fabricar moldes completamente nuevos, y Kennedy describió su adquisición como "la razón principal por la que [la Retro VGS] es posible".Sin embargo, el proyecto se canceló en marzo de 2016 tras las críticas a Kennedyy las dudas sobre la demanda de la consola propuesta. Se descubrió que dos "prototipos" eran falsos y Coleco se retiró del proyecto.Después de la finalización del proyecto, los moldes se vendieron a Albert Yarusso, el fundador del sitio web AtariAge.